# Adelajda Pariška
Adelajda Pariška (o. 850./853. – 10. studenog 901.) bila je franačka kraljica kao druga supruga kralja Luja II.
Adelajda je bila kći Adalardova. Karlo II. izabrao je Adelajdu za ženu svom sinu Luju. 875., Luj i Adelajda su se vjenčali, a za to je bio zaslužan i papa Ivan VIII.
Godine 878., papa je okrunio Luja, ali nije htio okruniti i Adelajdu. 
Luj je umro 879., a Adelajda je bila trudna. Rodila je sina koji je postao kralj Karlo III. Glupi. Rođenje djeteta dovelo je do svađe između Adelajde i Ansgarde, Lujeve prve žene. Adelaidein je sin naposljetku ipak postao kralj.
Adelajda je umrla 901. u Laonu.